# Punjot
Punjot is een bestuurslaag in het regentschap Bireuen van de provincie Atjeh, Indonesië. Punjot telt 1080 inwoners (volkstelling 2010).